# Таруса (заказник)
Таруса — государственный природный заказник федерального значения в Калужской области.

## История
Заказник был учреждён 28 августа 2002 года с целью охраны, восстановления и воспроизводства диких видов животных, а также сохранения их среды обитания и мест размножения.

## Расположение
Заказник располагается на территории Жуковского района Калужской области. Общая площадь заказника составляет 46 900 га.

## Флора и фауна
Растительный мир заказника включает такие виды, как берёза, осина, ольха чёрная, ель, сосна и др. Широко распространены лось, кабан, марал, пятнистый олень, европейская косуля, лисица, енотовидная собака, рысь, куница лесная, европейская норка, американская норка, лесной хорёк, барсук, ласка, горностай, бобр, ондатра, белка, заяц-беляк, заяц-русак. На территории заказника гнездятся глухарь, тетерев, рябчик, серая куропатка, перепел.